# ネクロスの要塞 (ゲーム)
『ネクロスの要塞』（ネクロスのようさい）は、1990年4月20日にアスク講談社より発売されたPCエンジン用のロールプレイングゲーム。

## 概要
ロッテより食玩シリーズとして発売されていた『ネクロスの要塞』をゲーム化したもの。発売当時主流だったコマンド選択式のオーソドックスなスタイルのRPGとして制作されていたが、戦闘シーンにアニメーションによるスピーディーな演出を用いたシネマティックウォーシーン、地図上を移動して任意のフィールドを選択するツインマップなどが特徴的である。概ねのストーリーは同シリーズ第1弾 - 第4弾の『大魔神ネクラーガ編』がベースとなっており、全7章のオムニバス形式のシナリオで構成されている。パーティーのメンバーは各章ごとに固定されるが、最終章のみマーシナリー以外のメンバーをプレイヤーが任意に選択できる。セーブ方法にはパスワード方式を用いているが、天の声2などの外部記憶ユニットにも対応していた。音楽は当時、テレビ番組『地球大紀行』（1987年）などで新進気鋭だった吉川洋一郎が担当した。
本作はロッテ製品のゲーム化ということもあってか、取り扱い説明書には同社の製品広告が掲載されていた。また、ゲーム中の体力回復アイテムにチョコレートがあるなど、元の商品にあやかった仕様も見受けられる。

## ストーリー

### 各章の紹介
1章　真夜中の訪問者
使用キャラ：マーシナリー／マージ／アマゾン
2章　裏切りのブルース
使用キャラ：ナイト／ドワーフ／エルフ
3章　消えたバーサーカー
使用キャラ：エルフ／サムライ／バーサーカー
4章　閉ざされた進路
使用キャラ：ナイト／アマゾン／マージ
5章　王女の手紙
使用キャラ：サムライ／マーシナリー／エルフ
6章　決戦！アトランティス
使用キャラ：アマゾン／ドワーフ／バーサーカー
7章　ネクラーガの復活
使用キャラ：マーシナリー／残り2人はプレイヤーが任意に決定

## 登場人物
キャラクターの詳細についてはネクロスの要塞を参照。ここでは主に本作に於けるゲーム内での設定の説明に留める。
マーシナリー(MERCENARY)
本作の主人公的な位置づけのキャラクター。かつて傭兵をしていた弓の達人だが、性格はお調子者で美人の女に目がない。特殊技の「うんだめし」は、成功すれば敵を全滅させることができる。
ナイト(KNIGHT)
タンキリエ王国騎士団に所属する騎士。十字の覗き窓のある鉄仮面に全身鎧という、十字軍のテンプルナイツを模した様な風貌をしている。攻撃力と防御力に優れているが魔法は使えない。特殊技の「ぜんたい」は、騎士道を重んじて自らの身を挺し仲間を庇い、敵の攻撃を全て自分が受けるというもの。
アマゾン(AMAZON)
タンキリエ王国と古くから交流のあるアマゾン族の女戦士。攻撃力も高く回復魔法もある程度こなせる万能キャラ。また召喚魔法で竜族のドラゴニット族を呼んで攻撃させることもできる。
マージ(MAGE)
タンキリエ王国に仕える博学な魔法使い。多彩な攻撃系の魔法の使い手であり変装も得意とする。ただ直接攻撃や防御力はパーティー中では最も低い。
エルフ(ELF)
冒険好きな森の妖精。「つのぶえ」による魔法が得意で、戦闘よりも補助魔法によるサポートを主とする。メンバー中では唯一パーティー全体への回復魔法が使えるキャラである。
サムライ(SAMURAI)
さすらいの武芸者で居合抜きの達人。刀による攻撃が得意で、特殊技の「けんじゅつ」ではレベルアップにより様々な剣技を使用することができる。ナイトが剛の剣ならば、サムライは柔の剣と言える。
バーサーカー(BERSERKER)
北のバイキングの末裔で狂戦士の異名を取る。ゲーム中最も攻撃力に秀でたキャラだが、頭で考えるよりも行動力で押し切るタイプ。特殊技の「バカぢから」は敵一体への渾身の一撃、「とつげき」は敵の群れに突っ込んでの全体攻撃が可能。
ドワーフ(DWARF)
屈強な躯体を生かし白兵戦を得意とし防御力も高い。またドワーフ族の秘伝の「ツボつき」による特殊攻撃や補助技なども使える。
マリン(MARINE)
スタート地点のビラン村にいる女の子で、本作のヒロイン的な位置づけとなるキャラクター。第1章では行方不明になった父親を捜しているところをマーシナリーと出会う。後に彼の後を追い旅に出るがパーティーには参加しない。尚、このキャラだけは他のキャラとは大きくデザインが異なり、メインキャラ以外では唯一専用のアップシーンまで用意されている。。

## アニメーションによる戦闘シーン
本作において最大の特徴とも言えるのが、戦闘シーンにおける多彩かつスピーディーなアニメーション演出である。本作の発売時に放映されたTVCMでは「シネマティックウォーシーン」と称して売りにされていた。
当時の家庭用ゲーム機におけるRPGの戦闘シーンで主流だった演出は、ドラゴンクエストシリーズなどに代表される、敵モンスターの1枚絵とプレイヤーとの対面形式が一般的だった。これに対し本作における戦闘シーンでは、各使用キャラ及びボスキャラからザコキャラに至るまで、発売当時としては他に類を見ない程の膨大な数のカットインが用意されており、これらを連続で繰り出すことで戦闘シーンをアニメーションの様に演出していた。これにより、スピーディーな展開と相まって、本作の戦闘シーンは当時他のゲームには見られなかった爽快感が生まれていた。また、これらの演出は当時発売のゲーム誌などでも評価、絶賛された。
なお、本作の戦闘シーンには、現在では問題があるとされる背景色を激しく点滅させるフラッシュによる演出（アニメ技法の「パカパカ」）も多用されている。

## スタッフ
- ディレクター：高瀬俊一
- コ・ディレクター：浅川政夫
- 開発：XOFDER（鶴田道孝）
- 著作：ロッテ、レッド・カンパニー
- シナリオ：冒険企画局、わきあかつぐみ、かつらつかさ
- プログラム：いとす洋、ながいおさむ、吉田健志、吉田宏、にしざわひろし、ながしまあきら
- デバッグ：かつまさとし
- アート・ディレクター：山根朝郎
- グラフィック・デザイン：讃岐平、おぎわらやすこ、あんどうゆかり、みやじまみなこ、いちかわこうへい
- コンポーザー：吉川洋一郎
- プロデューサー：ひらばやしじょうじ
- パブリッシャー：天谷修身

## 評価
ゲーム誌『ファミコン通信』のクロスレビューでは合計30点（満40点）でシルバー殿堂入りを獲得、『月刊PCエンジン』では65・70・70・80・65の平均70点、『マル勝PCエンジン』では7・6・7・6の合計26点、『PC Engine FAN』の読者投票による「ゲーム通信簿」での評価は以下の通りとなっており、22.93点（30点満点）となっている。また、この得点はPCエンジン全ソフトの中で96位（485本中、1993年時点）となっている。
同雑誌1993年10月号特別付録の「PCエンジンオールカタログ'93」では、「各シナリオごとに使うキャラが変わる、異色RPG。それぞれが個性的かつ強力な得意技を持っている」と紹介されている。
| 項目 | キャラクタ | 音楽 | 操作性 | 熱中度 | お買得度 | オリジナリティ | 総合  |
| 得点 | 4.01       | 3.63 | 3.61   | 3.98   | 3.61     | 4.08           | 22.93 |